# Drescomopsis soraella
Drescomopsis soraella är en fjärilsart som beskrevs av Druce 1899. Drescomopsis soraella ingår i släktet Drescomopsis och familjen mott. Inga underarter finns listade i Catalogue of Life.